# Wissadula excelsior
Wissadula excelsior là một loài thực vật có hoa trong họ Cẩm quỳ. Loài này được (Cav.) C.Presl miêu tả khoa học đầu tiên năm 1835.